# 近江鉄道多賀線
多賀線（たがせん）は、滋賀県彦根市の高宮駅から同県犬上郡多賀町の多賀大社前駅までを結ぶ近江鉄道の鉄道路線である。
2013年3月16日から本線米原駅 - 高宮駅間とともに彦根・多賀大社線（ラインカラー：      赤）の愛称が付けられている。
当線は多賀大社への参詣路線であり、彦根方面への通勤・通学路線を兼ねている。かつては住友セメント多賀工場やキリンビール滋賀工場への引き込み線があり、高宮駅にはこの中継のための貨物ヤードがあった。

## 路線データ
- 路線距離（営業キロ）：2.5km[2][4]
- 軌間：1067mm[2]
- 駅数：3駅（起終点駅含む）
- 複線区間：なし（全線単線）[2]
- 電化区間：全線電化（直流1500V）[2]
- 閉塞方式：自動閉塞式[2]
- 最高速度：70km/h[1][2]

## 運行形態
ワンマン運転を行っている。線内折り返し運転のほか、本線の彦根駅や米原駅まで直通運転する列車もある。なお、車両限界の拡張工事（後述）を行う前は使用車両を限定していたが、現在はその制限が解除された。

## 歴史

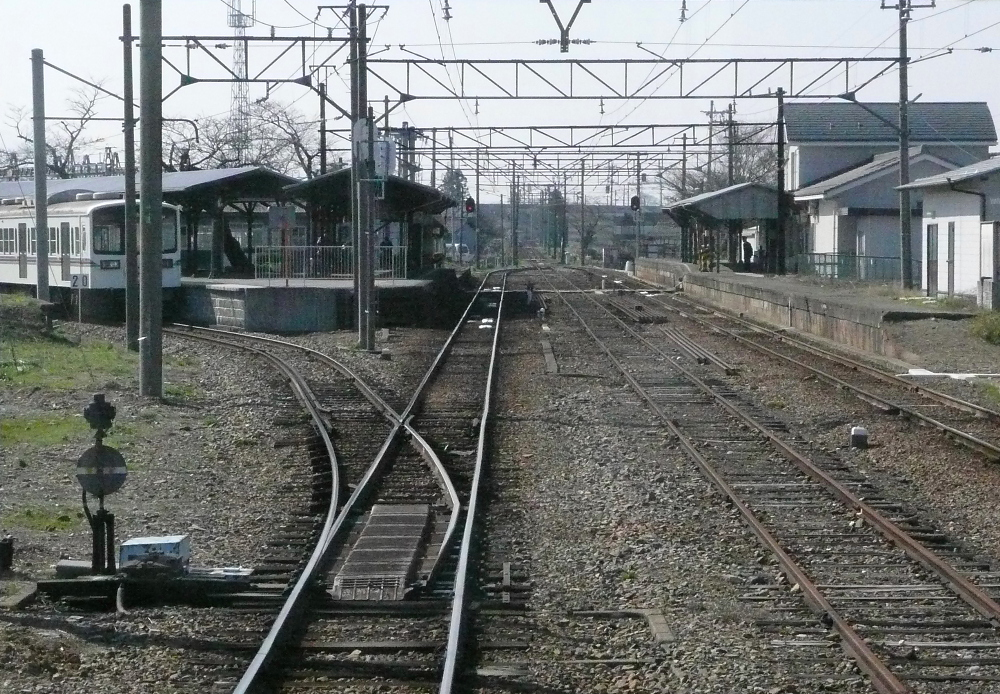
高宮駅構内で本線から分岐する多賀線（左側）（2008年3月22日）

多賀線は三浦泉ほか7名の発起により多賀軽便鉄道に対し下付された犬上郡高宮村-同郡多賀村大字多賀間の免許を近江鉄道が無償で譲り受け開業したものである。多賀大社への路線開通は近江鉄道の業績向上に寄与したという。
- 1912年（大正元年）9月12日 - 多賀軽便鉄道に対し鉄道免許状下付（犬上郡高宮村 - 同郡多賀村大字多賀 軌間2ft6）[10][11]。
- 1914年（大正3年）3月8日 - 高宮駅 - 多賀駅（現在の多賀大社前駅）間が開業[3][12][13][14]。高宮駅・土田駅・多賀駅が設置される[12]。
- 1925年（大正14年）3月12日 - 全線電化（当初は600V）[12][13][15]。
- 1943年（昭和18年）10月 - 土田駅休止。
- 1953年（昭和28年）10月 - 土田駅廃止[16]。
- 1960年（昭和35年）11月10日 - 東亜セメント（後の住友セメント、現在の住友大阪セメント）多賀工場（廃止、現在はダイニック滋賀工場）と野沢セメント（同）彦根工場（廃止、現存せず）間を結ぶ石灰石輸送を開始[13]。
- 1974年（昭和49年）6月1日 - キリンビール滋賀工場への引き込み線と多賀線が結ばれる[16]。
- 1976年（昭和51年）5月1日 - ワンマン運転開始[16]。
- 1984年（昭和59年）10月1日 - キリンビールの貨物輸送を廃止[13]。
- 1986年（昭和61年）3月27日 - セメント工場間の石灰石輸送を廃止[13]。
- 1998年（平成10年）4月1日 - 多賀駅を多賀大社前駅に改称[16][17]。
- 2008年（平成20年）3月15日 - 高宮駅 - 多賀大社前駅間にスクリーン駅開業[16][17]。
- 2013年（平成25年）
  - 3月16日 - 本線米原駅 - 高宮駅間とともに「彦根・多賀大社線」の愛称が付く[5][6][7]。
  - 12月 - 車両限界の拡張工事を終了したため、900形電車運行開始。
- 2022年（令和4年）2月7日 - 多賀大社駅発米原行きの電車が高宮駅構内で脱線（「近江鉄道多賀線脱線事故」を参照）。1両目の全軸と2両目前側の1軸がレールを外れた。乗客・乗客約100人は無事。翌2月8日には国土交通省の鉄道事故調査委員会が現地調査を行った[18]。
- 2024年（令和6年）4月1日 - 滋賀県と近江鉄道沿線の地方公共団体がつくる近江鉄道線管理機構が鉄道設備を保有する公有民営による上下分離方式へ移行[19]。

## 駅一覧
- 全駅滋賀県に所在。
凡例
全列車各駅に停車。
線路（全線単線） … ∧：列車交換可能、｜：列車交換不可

| 駅番号 | 駅名         | 駅間キロ | 営業キロ | 接続路線                                           | 線路 | 所在地        |
| ------ | ------------ | -------- | -------- | -------------------------------------------------- | ---- | ------------- |
| OR07   | 高宮駅       | -        | 0.0      | 近江鉄道：本線（■彦根・多賀大社線、■湖東近江路線） | ｜   | 彦根市        |
| OR08   | スクリーン駅 | 0.8      | 0.8      |                                                    | ｜   | 彦根市        |
| OR09   | 多賀大社前駅 | 1.7      | 2.5      |                                                    | ∧    | 犬上郡 多賀町 |

### 廃駅
- 土田駅：高宮駅から1.9km、多賀駅（現在の多賀大社前駅）から0.6km